# 미국의 제재
미국의 제재(United States sanctions)는 미국의 외교 정책이나 국가 안보 목표에 반하는 행동을 하는 개인, 단체, 관할권에 대해 부과되는 금융 및 무역 제한이다. 금융제재는 주로 미국 재무부 산하 해외자산통제국(OFAC)이 담당하고, 수출통제는 주로 미국 상무부 산하 산업안보국(BIS)이 담당한다.
제재 대상에 대한 제한은 제재의 정당성과 제재 조치를 취한 법적 당국에 따라 그 심각도가 다르다. 현재 쿠바, 이란, 북한, 러시아, 시리아, 우크라이나의 특정 분쟁 지역을 대상으로 하는 포괄적인 제재 조치가 시행되고 있으며, 이는 미국인과 해당 지역 간의 거의 모든 무역 및 금융 거래를 심각하게 제한하고 있다. 표적 제재는 국가 전체가 아닌 미국의 외교 정책이나 국가 안보 목표에 반하는 활동에 가담하는 특정 개인이나 단체를 구체적으로 대상으로 한다. 미국은 또한 미국 제재법을 위반하여 제재를 받은 당사자와 거래하는 비미국인에 대해 제재 지정 위험이 있는 "2차 제재"를 시행한다. 거래에 미국 연계가 존재하지 않더라도 마찬가지이다.
미국은 1990년대 이후 전 세계 제재의 3분의 2를 부과했다. 전 세계 여러 국가에 대한 미국의 일방적인 제재 조치는 여러 평론가들로부터 비판을 받아왔다.

## 같이 보기
- 테러 지원국
- 경제 제재
- 미국의 중화인민공화국 제재